# Bromelia granvillei
Bromelia granvillei là một loài thực vật có hoa trong họ Bromeliaceae. Loài này được L.B.Sm. & Gouda mô tả khoa học đầu tiên năm 1996.